# الوارو ریورو
الوارو ریورو (انگلیسی: Álvaro Rivero؛ زادهٔ ۱۷ آوریل ۱۹۹۷) بازیکن فوتبال اهل اسپانیا است.